# セルジュ・マグイ
セルジュ＝アラン・マグイ（Serge-Alain Maguy、1970年10月20日 - ）は、コートジボワール・アビジャン出身の元同国代表サッカー選手。ポジションはMF。

## 経歴
1990年、母国コートジボワールのアフリカ・スポールでプロキャリアをスタートさせると、1993年にコートジボワール代表として出場したアフリカネイションズカップ1992にて同国の大会初優勝に貢献し、翌年に移籍金50万ユーロでアトレティコ・マドリードへと引き抜かれた。しかし、アトレティコ・マドリードでは出場機会に恵まれず、わずか1シーズンでクラブを退団した。
アトレティコ退団以降はアフリカやサウジアラビアのクラブに短期間在籍し、2005年にスイスのアマチュアサッカークラブであるCDシェノワで現役を引退した。